# Oconomowoc
Oconomowoc é uma cidade localizada no estado norte-americano de Wisconsin, no Condado de Waukesha.

## Demografia
Segundo o censo norte-americano de 2010, a sua população era de 15712 habitantes.

## Geografia
De acordo com o United States Census Bureau tem uma área de
18,7 km², dos quais 17,4 km² cobertos por terra e 1,3 km² cobertos por água.

## Localidades na vizinhança
O diagrama seguinte representa as localidades num raio de 8 km ao redor de Oconomowoc.

## Geminações
- Dietzenbach,  Alemanha[2]